# Нурмагомедов, Хабиб Абдулманапович
Хаби́б Абдулмана́пович Нурмагоме́дов (авар. ГӀабдулманапил ХӀабиб НурмухӀамадов; род. 20 сентября 1988, Сильди, Дагестанская АССР) — российский боец смешанных боевых искусств, выступавший под эгидой UFC. Бывший чемпион UFC в лёгком весе.
Рейтинг Sherdog ставил Нурмагомедова на первое место как в лёгком весе, так и в списке лучших бойцов вне зависимости от весовой категории.
Чемпион Европы по армейскому рукопашному бою, чемпион Европы по панкратиону, чемпион мира по грэпплингу по версии NAGA Grappling (2012).

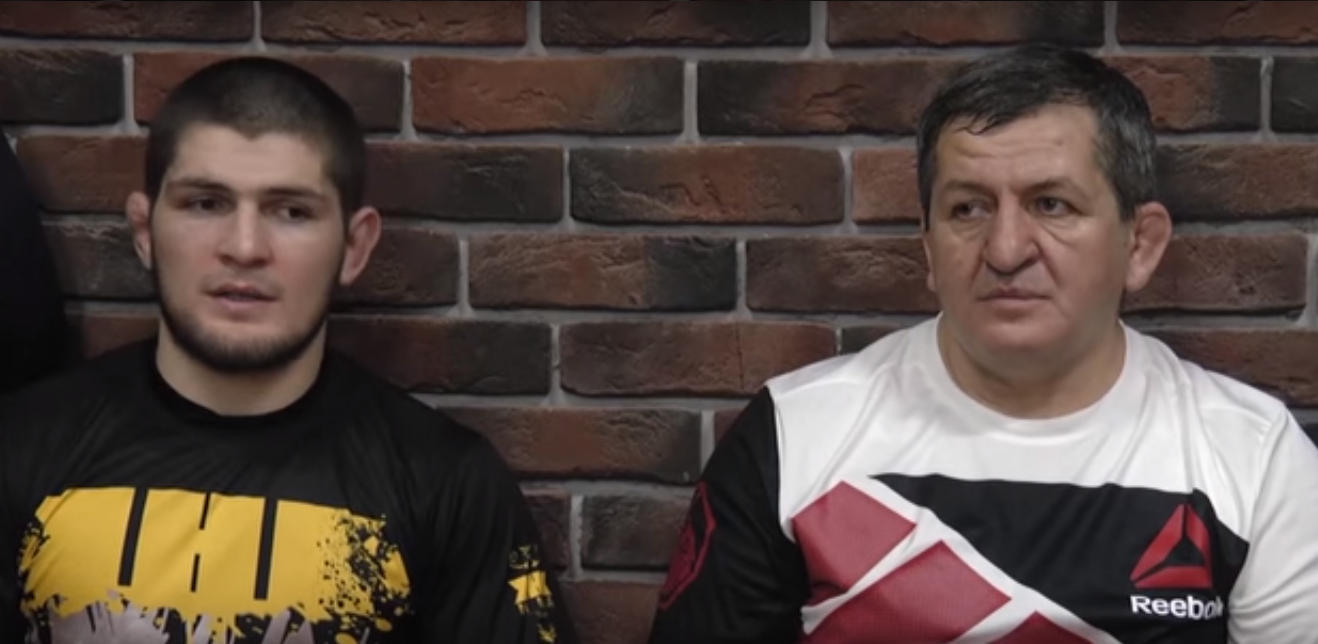
Хабиб (слева) и Абдулманап (справа) Нурмагомедовы

На профессиональном уровне провёл 29 поединков и не потерпел ни одного поражения.
В 2021 году по опросу ФОМ Хабиба Нурмагомедова назвали Человеком года в спорте. Свои голоса за него отдали 3 % опрошенных россиян. В марте 2022 года включён в Зал славы UFC.
Имеет гражданство ОАЭ.

## Биография
По национальности аварец. С детства тренировался под руководством своего отца — Абдулманапа Нурмагомедова, по достижении 17 лет отец начал тренировать его в боевом самбо.
По вероисповеданию мусульманин-суннит. В октябре 2020 года The Guardian заявила, что Хабиб Нурмагомедов является вторым по популярности мусульманским спортсменом в мире, уступая только египетскому футболисту Мохамеду Салаху.
В рамках поддержки культуры аварского народа, Нурмагомедов часто надевает папаху после боёв и во время рекламных мероприятий. Он говорит на нескольких языках, включая аварский, русский, английский, турецкий и арабский. По состоянию на 2019 год Нурмагомедов учился на третьем курсе Российского экономического университета им. Г. В. Плеханова. Он заядлый футбольный болельщик и фанат клубов «Анжи Махачкала», «Галатасарай», «Реал Мадрид» и «Ливерпуль», а также сборной России.
Во время пребывания в США тренировался в зале Американской академии кикбоксинга (American Kickboxing Academy) под руководством Хавьера Мендеса.
В 2016 году основал собственную команду «Eagles MMA» совместно с Зиявудином Магомедовым.
12 октября 2018 года Нурмагомедову было присвоено звание Почётный гражданин Грозного и ему подарили машину, которую купили на средства Фонда имени Ахмада Кадырова. Его отцу и тренеру Абдулманапу Нурмагомедову было присвоено звание заслуженного работника физической культуры Чечни.
6 ноября 2018 года Хабиб Нурмагомедов получил награду — орден «За заслуги перед Республикой Дагестан».
Вошёл в ТОП-10 самых популярных людей 2018 года по версии «Яндекса». В рейтинг вошли люди, чьи фамилии были наиболее популярными в поисковых запросах в 2018 году. Для составления рейтинга использовались данные о поисковых запросах за период с 1 января по 19 ноября 2018 года.
В сети интернет несколько раз появлялись ролики с шуточной борьбой молодого Хабиба Нурмагомедова с медведем на родине в Дагестане. Ролик впервые появился в интернете в 2017 году, при этом известно, что с этим медведем Нурмагомедов боролся ещё в 2014 и 2019 годах. Эти ролики крайне возмутили общественную организацию PETA, которая потребовала от UFC пересмотреть свои отношения с действующим чемпионом до того момента, как он не научится уважать животных.
5 декабря 2019 года Глава Дагестана Владимир Васильев во второй раз вручил орден «За заслуги перед Республикой Дагестан» Хабибу Нурмагомедову. Этой же награды был удостоен и его отец Абдулманап Нурмагомедов.
По состоянию на 2019 год Нурмагомедов являлся студентом третьего курса Российского экономического университета имени Г. В. Плеханова.
25 июня 2020 года Хабиб Нурмагомедов возглавил рейтинг Forbes «Самых успешных россиян, не достигших 40 лет».
1 декабря 2020 года выкупил MMA-промоушен GFC за 1 млн. $ и стал его единоличным владельцем. После покупки промоушен был переименован в Eagle Fighting Championship.
В декабре 2020 года был признан самым коммерчески успешным российским спортсменом 2020 года в совместном рейтинге Sport24 и PwC.
По итогам февраля 2021 года возглавил рейтинг русскоязычного Instagram по вовлечённости.
В апреле 2021 года Нурмагомедов объявил о выпуске коллекции невзаимозаменяемых NFT токенов с собственным изображением.
После завершения спортивной карьеры Нурмагомедов активно занялся бизнесом. Ему уже принадлежит оператор мобильной связи, бренд протеиновых батончиков, фитнес-приложение для смартфонов и собственная коллекции часов совместно с брендом Jacob & Co. Также, он развивает собственный бизнес в сельском хозяйстве, где выращивают овец, крупный рогатый скот и овощи в теплицах.

## Семья и личная жизнь

### Семья
Жена Патимат. Супруги учились в одной школе села Сильди в Дагестане. Свадьба состоялась в 2013 году. В июне 2015 года родилась дочь Фатима, а в декабре 2017 года — сын Магомед. 22 декабря 2019 года родился третий ребёнок.
Двоюродные братья Хабиба Умар и Усман Нурмагомедовы также являются профессиональными бойцами ММА. Дядя Нурмагомед (брат отца) — чемпион Европы и мира по самбо.
В мае 2020 года отец Нурмагомедова и его личный тренер Абдулманап Нурмагомедов был помещён в медицинскую кому после заражения COVID-19 и проведённой операции на сердце. Он умер 3 июля 2020 года в одной из московских клиник в возрасте 57 лет. Это событие самым серьёзным образом повлияло на дальнейшую карьеру Нурмагомедова. После боя с Гейджи Нурмагомедов заявил о том, что завершает карьеру, так как хочет больше времени проводить с матерью.

### Взгляды
В сентябре 2018 года Нурмагомедов высказался против выступлений артистов лейбла Black Star в Дагестане, что вызвало конфликт между ним и Тимати, одним из владельцев и основателей компании. Позднее, глава Чеченской Республики, Рамзан Кадыров, сообщил, что помирил Нурмагомедова с Тимати.
30 октября 2020 года Нурмагомедов высказался в Инстаграме в связи с убийством Самюэля Пати и терактом в Ницце, назвав президента Франции Макрона «тварью», вдохновляющей «последователей, которые под лозунгом свободы слова оскорбляют чувства более полутора миллиарда верующих мусульман». 31 октября борец опубликовал в социальной сети новый пост, в котором заявил, что «сегодня под предлогом борьбы за свободу слова враги ислама и мусульман разных уровней пытаются оскорбить чувства сотен миллионов верующих во всём мире, рисуя карикатуры на лучшего из людей».
В октябре 2023 года, после вторжения ХАМАСа в Израиль, Нурмагомедов поддержал Палестину.
Хабиб Нурмагомедов выразил благодарность ирландскому народу за их поддержку палестинцев. В марте 2025 года он заявил: 'Я глубоко тронут солидарностью ирландцев с моими братьями в Палестине. Их поддержка показывает, что сострадание не знает границ. Спасибо ирландскому народу за то, что они встали на сторону справедливости и гуманности.' 

## Спортивная карьера
Хабиб Нурмагомедов является двукратным чемпионом мира по боевому самбо. В 2010 году прошло сразу два чемпионата мира — 15-й по счёту в Киеве и 16-й в Москве. В первом чемпионате он победил в категории до 74 кг, а во втором — до 81 кг. В ноябре 2009 года Нурмагомедов стал чемпионом России (до 74 кг). Случались у него и поражения. Он стал вторым на Кубке мира среди любительских клубов в 2010 году в категории до 82 кг, проиграв Магомеду Алинчиеву. Также в интернете есть видео, где Нурмагомедов проигрывает своему земляку Магомеду Ибрагимову. На плакате у ковра написано «Чемпионат России по боевому самбо», но из-за отсутствия в сохранившихся в сети протоколах точную датировку установить сложно. В феврале 2010 года Нурмагомедов в первом круге чемпионата России, который проходил в городе Краснокамск (Пермский край), уступил Владимиру Зенину.

### Смешанные единоборства
21 января 2012 года Хабиб Нурмагомедов провёл свой первый бой под эгидой американского промоушена UFC. Бой закончился его победой над Камалом Шалорусом — в 3-м раунде Нурмагомедов провёл удушающий приём, заставивший Камала сдаться. Американцами сразу был отмечен очень высокий уровень борцовской подготовки Нурмагомедова.
7 июля 2012 года Нурмагомедов провёл свой второй бой под эгидой американского промоушена UFC против одного из лучших бразильских легковесов Глейсона Тибау, входящего в топ-15 лучших бойцов лёгкого веса в мире на UFC 148 в Лас-Вегасе, штат Невада. На протяжении всех трёх раундов россиянин доминировал и выиграл единогласным решением судей.
19 января 2013 года боец встретился с ещё одним известным бразильским легковесом Тиагу Таварисом в Бразилии в городе Сан-Паулу на турнире UFC on FX 7. В основном карде турнира он, сделав апперкот, отправив бразильца в нокдаун, после чего добил его в партере локтями на 1:55 первого раунда. Также он заявил, что хочет драться с одним из лучших бойцов планеты Нэйтом Диасом 20 апреля на UFC on FOX 7 в Сан-Хосе, штат Калифорния.
Крупнейшая компания-организатор боёв по смешанным единоборствам, Ultimate Fighting Championship, в своём неофициальном итоге полугодия назвала наиболее перспективных новичков организации и на четвёртую строчку поставила Нурмагомедова (18-0).
Так как Нэйт Диас получил в соперники Джоша Томпсона, Хабиб Нурмагомедов встретился с перспективным бойцом из США — Абелем Трухильо, 26 мая на UFC 160 в Лас-Вегасе. Нурмагомедов доминировал все три раунда и победил единогласным решением судей.
После победы над Абелем Трухильо Хабиб Нурмагомедов попросил через твиттер Дану Уайта (президента UFC) дать ему бой против Би Джей Пенна.
Отказ Би Джей Пенна поставил Нурмагомедова в тупик, но UFC предложил бой Хабибу Нурмагомедову с Пэтом «Бэм-Бэм» Хили (Топ-10 в рейтинге UFC). Нурмагомедов согласился на бой. Бой состоялся в Торонто, Канада, на шоу UFC 165. Нурмагомедов был лучше все три раунда. Дана Уайт после боя в интервью отметил россиянина, сказав, что ему нравятся бои Хабиба.
На UFC 169 Нурмагомедов должен был встретиться в бою с бывшим чемпионом Strikeforce — Гилбертом Мелендесом за бой в выход на пояс в лёгком весе, но бой не состоялся.
19 апреля 2014 года Хабиб Нурмагомедов встретился в клетке с 5-м бойцом в рейтинге UFC Рафаэлем Дус Анжусом на турнире UFC on FOX 11 в Орландо (Флорида). Бой был очень похож на бой против Абеля Трухильо, все три раунда Нурмагомедов доминировал как в стойке, так и в борьбе и выиграл единогласным решением судей.
5 июля 2014 года Нурмагомедов получил травму колена (разрыв крестообразных связок), из-за чего выбыл на один год перед боем против Тони Фергюсона. В 2015 году он сломал ребро и опять выбыл на неопределённый срок.
На 16 апреля 2016 года был запланирован бой против Тони Фергюсона в рамках турнира UFC on FOX 19, но по причине травмы Тони Фергюсон снялся с турнира, и в качестве соперника Нурмагомедову был выбран Даррелл Хорчер, бой с которым должен был ознаменовать возвращение Нурмагомедова в октагон после двухлетнего перерыва. 16 апреля Нурмагомедов одержал победу над Дарреллом Хорчером техническим нокаутом во втором раунде. В этом бою Нурмагомедов впервые использовал для выхода песню Сабины Саидовой «Дагестан».
Нурмагомедов должен был встретиться с действующим чемпионом UFC в лёгком весе Эдди Альваресом на UFC 205 или UFC 206, и Дэйна Уайт подтвердил это в Twitter. Однако 26 сентября было объявлено о том, что Альварес будет защищать свой титул против Конора Макгрегора. Нурмагомедов выразил своё недовольство в социальных сетях.
12 ноября 2016 года на UFC 205 в Нью-Йорке Хабиб Нурмагомедов одержал победу над американским бойцом Майклом Джонсоном болевым приёмом на руку (кимура). На протяжении всего боя Нурмагомедов доминировал над Джонсоном, в результате чего в третьем раунде судья остановил бой, так как соперник не мог даже постучать по настилу, находясь в зажатом положении из-за болевого приёма. Перед этим боем, после взвешивания, Нурмагомедов повздорил с ирландским бойцом Конором Макгрегором, который также проводил здесь свой титульный бой. Охрана не дала словесную перепалку перевести в драку. И Макгрегор, и Нурмагомедов обещали друг другу, что увидят, какой результат будет после их боя.
Бой против Фергюсона был в третий раз запланирован 4 марта 2017 года на UFC 209, за титул временного чемпиона UFC в лёгком весе. Перед взвешиванием Хабиб Нурмагомедов был госпитализирован в плохом состоянии, вследствие чего бой пришлось отменить по рекомендации врача.
30 декабря 2017 года на UFC 219 в Лас Вегасе Хабиб Нурмагомедов одержал победу над бразильцем Эдсоном Барбоза единогласным решением судей. На протяжении всего боя Нурмагомедов доминировал над Эдсоном, в результате чего одержал победу. В UFC этот поединок стал для Нурмагомедова девятым.
В конце января 2019 года Атлетическая комиссия Невада вынесла вердикт дисквалифицировать Хабиба Нурмагомедова на 9 месяцев с выплатой 500 тыс. долларов штрафа за скандал после боя с Конором Магрегором на UFC 229.

### Чемпион в лёгком весе UFC
На апрель 2018 года был запланирован бой между Хабибом Нурмагомедовым и Тони Фергюсоном за титул чемпиона UFC в лёгкой весовой категории, однако за шесть дней до боя стало известно, что Фергюсон травмировал колено и вместо него Нурмагомедов встретится с Максом Холлоуэем. Шестого апреля стало известно, что Холлоуэй не сможет выступать в связи с опасениями врачей за его здоровье из-за резкой потери веса. Позже в этот же день вероятными оппонентами Нурмагомедова называли Энтони Пэттиса, Пола Фелдера и Эла Яквинта. Руководство UFC официально заявило, что Нурмагомедов сразится с Яквинта за чемпионский пояс. Несмотря на превышение веса, Дэйна Уайт заявил, что в случае победы, Эл будет назван чемпионом. Хабиб доминировал весь поединок и выиграл единогласным решением судей, став чемпионом UFC в лёгком весе.

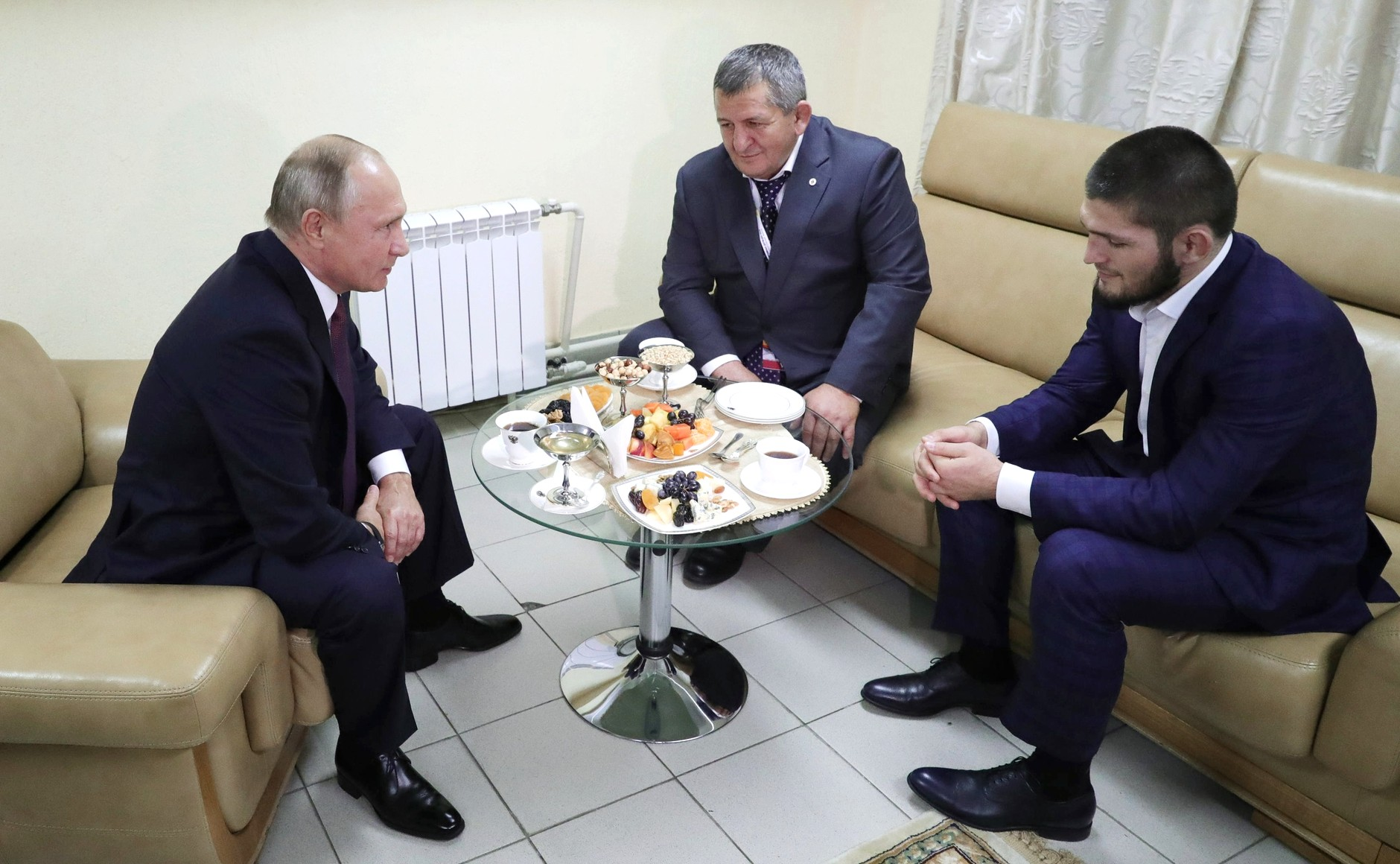
Встреча Президента России Владимира Путина с российским борцом Хабибом Нурмагомедовым и его отцом в Ульяновске после боя с Макгрегором, 10 октября 2018 года

В октябре 2018 года успешно защитил свой чемпионский титул на UFC 229, принудив к сдаче ирландца Конора Макгрегора. В первом раунде Нурмагомедов после недолгой разведки в стойке перевёл бой в партер, где планомерно атаковал соперника в голову и корпус. Во втором раунде Нурмагомедову удалось отправить Макгрегора в нокдаун. Чемпион не сумел быстро развить преимущество, но бой вновь перешёл в партер, где ирландец не мог оказать значительного сопротивления. Хотя в третьем раунде Макгрегор активизировался в стойке, его удары не нанесли видимого вреда Нурмагомедову. В четвёртом раунде Нурмагомедов вновь перевёл Макгрегора на настил, где после серии ударов сумел взять его шею в плотный захват, после чего ирландец постучал, сигнализируя о сдаче.
Сразу после боя у Нурмагомедова возник словесный конфликт с тренером Макгрегора по джиу-джитсу Деннисом Диллоном, находившимся возле клетки, и Хабиб, перепрыгнув через ограждение, бросился на Диллона. Началась массовая драка, в ходе которой на ринг выскочили члены команды Нурмагомедова, некоторые из которых обменялись ударами с Макгрегором. Пояс чемпиона не был вручён Нурмагомедову на ринге, а его самого, как и проигравшего претендента, увели в подсобные помещения стадиона. Гонорар Нурмагомедова (2 миллиона долларов) был удержан до выяснения обстоятельств Атлетической комиссией штата Невада, санкционировавшей бой. По сообщениям СМИ, Нурмагомедову может грозить штраф и запрет на выступления в UFC, в результате чего, по словам Дэйны Уайта, Хабиб мог быть лишён чемпионского титула.
В январе 2019 года стало известно, что боец будет дисквалифицирован на 9 месяцев атлетической комиссией штата Невада (NSAC) и оштрафован на 500 тысяч долларов США после скандального боя с Конором Макгрегором. Отсчёт срока дисквалификации будет вестись с момента боя — 6 октября 2018 года.
20 августа 2019 года был на 2-й строчке рейтинга бойцов UFC вне весовых категорий, уступив первенство лишь Джону Джонсу.
7 сентября 2019 года Хабиб Нурмагомедов провёл очередную титульную защиту против временного чемпиона Дастина Порье. Бой прошёл в Абу-Даби и был главным событием шоу UFC 242. Бой затянулся на три раунда, в конце последнего раунда Хабиб смог контратаковать после попытки Порье провести болевой приём. Нурмагомедов перевёл попытку соперника в собственный удушающий приём и одержал 28 победу. После боя чемпион уважительно высказывался о сопернике и передал в его благотворительный фонд 100 тысяч долларов США, позднее его примеру последовал и глава UFC Дэйна Уайт.
Нурмагомедов должен был защищать свой титул против Тони Фергюсона на UFC 249, однако бой был отменён, так как Россия закрыла авиасообщение из-за пандемии COVID-19. Следующую защиту титула Нурмагомедов провёл 24 октября на UFC 254 против временного чемпиона лёгкой весовой категории Джастина Гейджи.
Вечером 24 октября 2020 года в Абу-Даби состоялся бой Хабиба Нурмагомедова и американского бойца Джастина Гейджи на турнире UFC 254. Бой начался очень осторожно, Гейджи не давал Хабибу подойти. Почти весь первый раунд был в стойке. Во второй половине первого раунда, были замечены первые удары от спортсменов и бой в партере. Второй раунд бойцы начали с активных действий, Гейджи удалось несколько раз ударить Хабиба. Нурмагомедову не удавалось совершить проход в ноги, и он наносил джебы, а Джастин часто бил лоу-киками. Хабиб пробовал ударить коленом в прыжке, но Гейджи ушёл от удара. В конце первого раунда Хабибу удалось пройти в ноги, началась борьба у сетки. Нурмагомедов хотел зайти на рычаг локтя, но прозвучал гонг. Во втором раунде Хабиб сразу провёл тейкдаун, перешёл в маунт и закрыл треугольник, Гейджи сигнализировал о сдаче, но судья не сразу это заметил. Таким образом, Хабиб Нурмагомедов досрочно победил удушающим приёмом.

### Завершение карьеры
В интервью после боя с Гейджи Нурмагомедов объявил о завершении карьеры. Несмотря на продолжительные попытки удержать бойца на ещё один бой, 19 марта 2021 года президент UFC Дэйна Уайт объявил о том, что Нурмагомедов закончил карьеру и титул в лёгком весе был освобождён.

## Футбол
В августе 2021 года в прессе появились сообщения о том, что Нурмагомедов намерен подписать контракт с махачкалинским клубом из ПФЛ «Легион Динамо». Президент клуба Шамиль Лахиялов утверждал, что окончательной договорённости не достигнуто, хотя клуб выполнил все условия бывшего бойца UFC. Хабиб Нурмагомедов поддерживает казанский футбольный клуб «Рубин».

## Фильмография
Хабиб Нурмагомедов снялся в фильме «Разные песни по-любому», который был создан в 1998 году командой КВН «Махачкалинские бродяги». Он сыграл эпизодическую роль пионера в сценке «Если с другом вышел в путь». Хабибу тогда было 10 лет.

## Титулы и достижения

### Смешанные единоборства
- Ultimate Fighting Championship
  - Чемпион UFC в лёгком весе (один раз)
  - Три успешные защиты титула
  - Обладатель премии «Выступление вечера» (три раза) против Эдсона Барбозы,[94] Дастина Пуарье,[95] Джастина Гейджи[96]
  - Обладатель рекорда по количеству тейкдаунов за один бой (21 тейкдаун, 27 попыток, 3 раунда) против Абель Трухильо[97]
  - Обладатель самой длинной серии побед в истории лёгкого веса UFC — 12 побед (с Тони Фергюсоном)
  - В марте 2022 года включён в Зал славы UFC[98].
- M-1 Global
  - M-1 Challenge: 2009 Selections
- Atrium Cup
  - Pankration Atrium Cup 2008 tournament winner

- MMAjunkie.com
  - 2020 October Submission of the Month[99]
- BBC Sports Personality World Sport Star of the Year
  - 2020 «Спортивная звезда года»[100]

- MMAInsider.net
  - 2014 «Боец для просмотра»[101]
- MMA Nuts.com
  - 2013 «Прорыв года»[102]
- KingdomMMA.co.uk
  - 2013 «Прорыв года»[103]
- Sherdog.com
  - 2013 «Прорыв года»[104]
  - 2016 «Избиение года» (против Майкла Джонсона)[105]
  - 2016 «Возвращение года»[106]
- World MMA Awards[англ.]
  - 2016 «Международный боец года»[107]

### Армейский рукопашный бой
- Российский союз боевых искусств
  - Чемпион Европы по армейскому рукопашному бою

### Панкратион
- Российская федерация панкратиона
  - Чемпион Европы по панкратиону

### Грэпплинг
- 'Североамериканская ассоциация грэпплинга[англ.] World Championship'
  - 2012 Men’s No-Gi Expert Welterweight Champion[108]
  - 2012 ADCC Rules No-Gi Expert Welterweight Champion[108]

## Статистика
| Боёв 29  | Побед 29 | Поражений 0 |
| -------- | -------- | ----------- |
| Нокаутом | 8        | 0           |
| Сдачей   | 11       | 0           |
| Решением | 10       | 0           |

| Результат | Рекорд | Соперник               | Способ                           | Турнир                                          | Дата             | Раунд | Время | Место                   | Примечание                                                                                              |
| --------- | ------ | ---------------------- | -------------------------------- | ----------------------------------------------- | ---------------- | ----- | ----- | ----------------------- | --- |
| Победа    | 29-0   | Джастин Гейджи         | Удушающий приём (треугольник)    | UFC 254                                         | 24 октября 2020  | 2     | 1:34  | Абу-Даби, ОАЭ           | Защитил титул чемпиона UFC в лёгком весе (3). «Выступление вечера».                                     |
| Победа    | 28-0   | Дастин Порье           | Удушающий приём (сзади)          | UFC 242                                         | 7 сентября 2019  | 3     | 2:06  | Абу-Даби, ОАЭ           | Защитил титул чемпиона UFC в лёгком весе (2). «Выступление вечера».                                     |
| Победа    | 27-0   | Конор Макгрегор        | Болевой приём (залом шеи)        | UFC 229                                         | 6 октября 2018   | 4     | 3:03  | Лас-Вегас, США          | Защитил титул чемпиона UFC в лёгком весе (1).                                                           |
| Победа    | 26-0   | Эл Яквинта             | Единогласное решение             | UFC 223                                         | 7 апреля 2018    | 5     | 5:00  | Нью-Йорк, США           | Завоевал вакантный титул чемпиона UFC в лёгком весе.                                                    |
| Победа    | 25-0   | Эдсон Барбоза          | Единогласное решение             | UFC 219                                         | 30 декабря 2017  | 3     | 5:00  | Лас-Вегас, США          | «Выступление вечера»                                                                                    |
| Победа    | 24-0   | Майкл Джонсон          | Болевой приём (кимура)           | UFC 205                                         | 12 ноября 2016   | 3     | 2:31  | Нью-Йорк, США           | |
| Победа    | 23-0   | Даррелл Хорчер         | TKO (удары)                      | UFC on Fox: Тейшейра vs. Эванс                  | 16 апреля 2016   | 2     | 3:38  | Тампа, США              | |
| Победа    | 22-0   | Рафаэл дус Анжус       | Единогласное решение             | UFC on FOX: Вердум vs. Браун                    | 19 апреля 2014   | 3     | 5:00  | Орландо, США            | |
| Победа    | 21-0   | Пэт Хили               | Единогласное решение             | UFC 165                                         | 21 сентября 2013 | 3     | 5:00  | Торонто, Канада         | |
| Победа    | 20-0   | Абель Трухильо         | Единогласное решение             | UFC 160                                         | 25 мая 2013      | 3     | 5:00  | Лас-Вегас, США          | До 72 кг. Установил рекорд по количеству тейкдаунов за один бой (21). Нурмагомедов провалил взвешивание |
| Победа    | 19-0   | Тиагу Таварис          | TKO (удары руками и локтями)     | UFC on FX: Белфорт vs. Биспинг                  | 19 января 2013   | 1     | 1:55  | Сан-Паулу, Бразилия     | Таварис провалил допинг-тест после боя.                                                                 |
| Победа    | 18-0   | Глейсон Тибау          | Единогласное решение             | UFC 148                                         | 7 июля 2012      | 3     | 5:00  | Лас-Вегас, США          | |
| Победа    | 17-0   | Камал Шалорус          | Удушающий приём (удушение сзади) | UFC on FX: Гиллард vs. Миллер                   | 20 января 2012   | 3     | 2:08  | Нашвилл, США            | Дебют в UFC                                                                                             |
| Победа    | 16-0   | Аримарсел Сантус       | TKO (удары)                      | ProFC 36: Battle on the Caucas                  | 22 октября 2011  | 1     | 3:33  | Хасавюрт, Россия        | |
| Победа    | 15-0   | Вадим Сандульский      | Удушающий приём (треугольник)    | ProFC / GM Fight: Ukraine Cup 3                 | 15 сентября 2011 | 1     | 3:01  | Одесса, Украина         | |
| Победа    | 14-0   | Хамиз Мамедов          | Удушающий приём (треугольник)    | ProFC 30: Battle on Don                         | 5 августа 2011   | 1     | 3:15  | Ростов-на-Дону, Россия  | |
| Победа    | 13-0   | Каджик Абаджян         | Удушающий приём (треугольник)    | ProFC: Union Nation Cup Final                   | 2 июля 2011      | 1     | 4:28  | Ростов-на-Дону, Россия  | |
| Победа    | 12-0   | Ашот Шагинян           | TKO (удары)                      | ProFC: Union Nation Cup 15                      | 5 мая 2011       | 1     | 2:18  | Симферополь, Украина    | |
| Победа    | 11-0   | Саид Халилов           | Болевой приём (кимура)           | ProFC: Union Nation Cup 14                      | 9 апреля 2011    | 1     | 3:16  | Ростов-на-Дону, Россия  | |
| Победа    | 10-0   | Александр Агафонов     | TKO (остановка врачом)           | M-1 Selection Ukraine 2010: The Finals          | 12 февраля 2011  | 2     | 5:00  | Киев, Украина           | |
| Победа    | 9-0    | Виталий Островский     | TKO (удары)                      | M-1 Selection Ukraine 2010: Clash of the Titans | 18 сентября 2010 | 1     | 4:06  | Киев, Украина           | |
| Победа    | 8-0    | Али Багов              | Единогласное решение             | Golden Fist Russia                              | 10 июня 2010     | 2     | 5:00  | Москва, Россия          | |
| Победа    | 7-0    | Шахбулат Шамхалаев     | Болевой приём (рычаг локтя)      | M-1 Challenge: 2009 Selections 9                | 3 ноября 2009    | 1     | 4:36  | Санкт-Петербург, Россия | |
| Победа    | 6-0    | Эльдар Эльдаров        | TKO (удары)                      | Tsumada Fighting Championship 3                 | 8 августа 2009   | 2     | 2:44  | Агвали, Россия          | |
| Победа    | 5-0    | Саид Ахмед             | TKO (удары)                      | Tsumada Fighting Championship 3                 | 8 августа 2009   | 1     | 2:05  | Агвали, Россия          | |
| Победа    | 4-0    | Шамиль Абдулкеримов    | Единогласное решение             | Pankration Atrium Cup                           | 11 октября 2008  | 2     | 5:00  | Москва, Россия          | Финал Кубка России.                                                                                     |
| Победа    | 3-0    | Рамазан Курбанисмаилов | Единогласное решение             | Pankration Atrium Cup                           | 11 октября 2008  | 2     | 5:00  | Москва, Россия          | Полуфинал Кубка России.                                                                                 |
| Победа    | 2-0    | Магомед Магомедов      | Единогласное решение             | Pankration Atrium Cup                           | 11 октября 2008  | 2     | 5:00  | Москва, Россия          | Четвертьфинал Кубка России.                                                                             |
| Победа    | 1-0    | Вусал Байрамов         | Удушающий приём (треугольник)    | CSFU: Champions League                          | 13 сентября 2008 | 1     | 2:20  | Полтава, Украина        | |

## Доход
Лидер рейтинга Forbes 2019 и 2020 самых успешных российских звёзд шоу-бизнеса и спорта в возрасте до 40 лет. В 2019 году его доход составил 11,5 млн долларов.